# Vechtershart
Vechtershart is een Nederlandse dramaserie van BNN met Waldemar Torenstra als hoofdrolspeler, onder regie van Lourens Blok. De eerste aflevering werd uitgezonden op 22 november 2015 en trok een half miljoen kijkers.
Het tweede seizoen ging op 9 april 2017 van start.

## Verhaal
Na vier jaar in een Franse cel wil voormalig kickbokskampioen Nick Roest een comeback maken. Als zijn vader weigert hem te coachen, zal hij eerst moeten bewijzen dat hij een ander mens is geworden. Nick slaagt in zijn doel, maar verliest zijn vader. In het tweede seizoen is te zien hoe hij de sportschool probeert te runnen en tegelijkertijd aan de top te blijven. Nick voelt er echter weinig voor om de verantwoordelijkheid te delen met zijn broer David, een aan lager wal geraakt advocaat.

## Rolverdeling
| Acteur             | Personage      |
| ------------------ | -------------- |
| Waldemar Torenstra | Nick Roest     |
| Benja Bruijning    | David Roest    |
| Imanuelle Grives   | Selma Bisschop |
| Kenneth Herdigein  | Rudi Osanto    |
| Peter Paul Muller  | Sjoerd Keyzer  |
| Susan Radder       | Sterre Keyzer  |

## Afleveringen

### Seizoen 1
| Aflevering | Titel                       | Uitzendatum      | Kijkcijfer |
| ---------- | --------------------------- | ---------------- | ---------- |
| 1          | Comeback                    | 22 november 2015 | 493.000    |
| 2          | Een kogel kop je niet weg   | 29 november 2015 | 556.000    |
| 3          | Pijn is je vriend           | 6 december 2015  | 529.000    |
| 4          | Aangeslagen                 | 13 december 2015 | 376.000    |
| 5          | De verloren zoon            | 20 december 2015 |            |
| 6          | De punchbag van Joe Frazier | 27 december 2015 |            |
| 7          | De Tunnel                   | 3 januari 2016   |            |
| 8          | Knockdown                   | 10 januari 2016  | 405.000    |

### Seizoen 2
| Aflevering | Titel                   | Uitzenddatum  | Kijkcijfer |
| ---------- | ----------------------- | ------------- | ---------- |
| 1          | Testosteron             | 9 april 2017  | 193.000    |
| 2          | Sponsor                 | 16 april 2017 |            |
| 3          | Fuck or Fight           | 23 april 2017 | 178.000    |
| 4          | De ring                 | 30 april 2017 | 178.000    |
| 5          | Paret vs Grifflth       | 7 mei 2017    | 232.000    |
| 6          | The Fight for the Fight | 14 mei 2017   | 113.000    |
| 7          | Schade                  | 21 mei 2017   |            |
| 8          | Contractbreuk           | 28 mei 2017   |            |
| 9          | Superman                | 11 juni 2017  | 158.000    |
| 10         | Wolven & Konijnen       | 11 juni 2017  | 163.000    |

## Prijzen
In 2017 kreeg de scriptschrijver Pieter Bart Korthuis De tv-beeldenprijs in de categorie Beste script voor een dramaserie. De serie zelf kreeg De tv-beeldenprijs in de categorie Beste dramaserie.